# Nacimientos
Le Nacimientos est un volcan complexe d'Argentine composé de plusieurs sommets volcaniques et culminant au Walter Penck I ou Tipas, anciennement Cazaderos, ou cerro del Nacimiento, à 6 658 mètres d'altitude. Bien qu'il s'agisse du troisième plus haut sommet volcanique du monde, il demeure largement inconnu.

## Toponymie
Le Nacimientos est un terme espagnol signifiant littéralement « naissances ».
Son plus haut sommet est appelé Walter Penck I en l'honneur de Walther Penck, un scientifique allemand qui fut le premier à établir une carte géologique de ce secteur de la cordillère des Andes en 1912 et 1913. Auparavant dénommé Cazadero, ce toponyme est l'œuvre de l'ATA, une association argentine. Le sommet est aussi appelé Tipas.

## Géographie

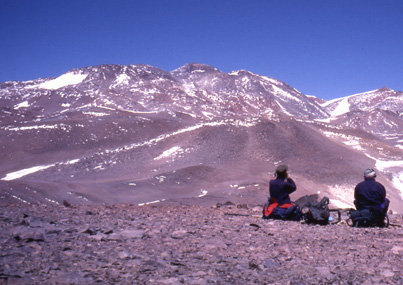
Vue du Walter Penck I, point culminant du Nacimientos.

Le Nacimientos est situé dans le nord-ouest de l'Argentine, dans la cordillère des Andes, juste au sud de la frontière chilienne. Administrativement, il se trouve dans le département de Tinogasta de la province de Catamarca. Il couvre une superficie de 25 km2 à 35 km2 et comporte plusieurs cônes, dômes et cratères qui ont donné naissance à des coulées de lave. Son sommet, appelé Walter Penck I, Tipas, Cazadero ou cerro del Nacimiento, culmine à une altitude de 6 658 mètres ce qui en fait le troisième sommet volcanique le plus élevé derrière le Nevado Ojos del Salado situé au nord-nord-est et le Monte Pissis situé au sud-sud-ouest.
Ses sommets sont :
- le Walter Penck I avec 6 658[1] mètres d'altitude ;
- l'Ata avec 6 501 mètres d'altitude[4] ;
- le Cerro Bayo avec 6 436 mètres d'altitude[4] ;
- le Walter Penck II avec 6 350 mètres d'altitude[4] ;
- l'Olmedo avec 6 215 mètres d'altitude[4] ;
- le Walter Penck III avec 6 192 mètres d'altitude[4] ;
- le Gendarme Argentino II avec 6 013 mètres d'altitude[4] ;
- le Gendarme Argentino I avec 5 953 mètres d'altitude[4] ;
- ainsi que de nombreux autres sans nom[4].

## Histoire
La dernière éruption du Nacimientos se serait produite au cours de l'Holocène.
La première ascension du Walter Penck I est le fait de Sergio Kunstmann, Pedro Rosende et K. Takeshita le 14 décembre 1970.